# Movimiento Libertario de Colombia
El Movimiento Libertario de Colombia es un movimiento político colombiano qué tuvo participación en las elecciones locales de Bogotá de 2015, por medio de la candidatura del historiador, columnista y profesor colombo escocés Daniel Raisbeck, quien consiguió 20.233 votos, que representaron el 0.74 % del total de la contienda, obteniendo así el sexto lugar.
Actualmente el movimiento no cuenta con personería jurídica, desde el año 2021 hace parte de la Alianza Libertaria de Iberoamérica, de la cual hace parte el Partido Libertario de Argentina, actual partido de gobierno, liderado por el presidente Javier Milei.

## Antecedentes
En el marco de las elecciones al Congreso en 2014, Raisbeck se presentó como candidato a la Cámara de Representantes por el Partido Conservador y fórmula del entonces senador Juan Mario Laserna, que buscaba ser reelegido en el cargo. Su propuesta de agenda legislativa giraba en torno a la reducción de impuestos, la legalización de estupefacientes, así como ampliar el modelo de colegios en concesión. No obstante los votos que recogió no le alcanzaron para ocupar una curul. Sus propuestas, que fueron consideradas demasiado liberales para el Partido Conservador, hicieron que luego de las elecciones Raisbeck abandonara el partido y creara, en su lugar, el Movimiento Libertario por el que aspiraría un año después a la Alcaldía Mayor de Bogotá.

## Historia
El Movimiento Libertario se creó por medio de firmas avaladas previamente por la Registraduría Nacional con no menos de 50.000 firmas válidas, en concreto, recolectaron más de 100.000 firmas, avalando así dicho movimiento, que daría aval a la candidatura de Raisbeck para las elecciones locales de 2015. 
Durante su campaña Raisbeck aseguró que hay que disminuir el Estado para poder controlar más la corrupción, teniendo pocos funcionarios pero que sean hábiles. Propuso que las obras públicas se financiaran con el dinero disponible o por medio de concesiones, eliminando el cobro de valorización, así como la sobretasa a la gasolina. Durante la campaña fue el más prominente defensor de las plataformas de transporte privado como Uber o Cabify.
En políticas educativas defendió la libertad de decidir qué tipo de colegio quieren los padres para sus hijos, proponiendo que en cada colegio público una asamblea de padres y de alumnos mayores independiente del rector decida si desea permanecer bajo el sistema público o si prefiere que su colegio se opere bajo el modelo de concesión, argumentando que este último ha demostrado mejores resultados académicos que el modelo distrital. Defendió la propuesta de cheques escolares, similar al modelo de Milton Friedman, donde el padre recibe el equivalente anual de lo que le cuesta educar al niño en el sistema público, para que escoja el colegio en el que quiera que estudien sus hijos, sin importar que sea público o privado.
En temas de seguridad defendió el uso de equipos adecuados para la policía, como chalecos antibalas, armas no letales, que deben usar prioritariamente, y cámaras adheridas al cuerpo de forma que quede registro digital de todas sus actuaciones, con lo cual, argumenta Raisbeck, se controla simultáneamente los abusos que se puedan presentar y las denuncias frívolas o malintencionadas contra la policía.
Luego de las elecciones a la alcaldía Raisbeck estuvo en cabeza del Movimiento Libertario, a pesar de no poseer personería jurídica. En 2017 se retiró del Movimiento Libertario y desde entonces no ha expresado interés en volver a participar en algún tipo de elección.

## Directiva

### Presidentes
| N.º | Secretario          | Secretario      | Mandato | Mandato |
| N.º | Secretario          | Secretario      | Inicio  | Fin     |
| --- | ------------------- | --------------- | ------- | ------- |
| 1   | Bandera de Colombia | Daniel Raisbeck | 2014    | 2017    |
| 2   | Bandera de Colombia | Juan Ángel      | 2017    | 2023    |
| 3   | Bandera de Colombia | Pilar Bastidas  | 2023    | Hoy     |

## Resultados electorales
| Alcaldía | Alcaldía | Alcaldía        | Alcaldía        | Alcaldía  |
| Año      | Votos    | %               | Candidato       | Resultado |
| -------- | -------- | --------------- | --------------- | --------- |
| 2015     | 20.233   | \| \| 0.74 % \| | Daniel Raisbeck | 6to Lugar |
|          | 0.74 %   |                 |                 |           |